# Attila Sallustro
Attila Sallustro (Asunción, 15 dicembre 1908 – Roma, 28 maggio 1983) è stato un calciatore e allenatore di calcio paraguaiano naturalizzato italiano, di ruolo attaccante. Spesso è indicato come Sallustro I per distinguerlo dal fratello Oreste (Sallustro II).
Ha legato la sua carriera agonistica principalmente al Napoli, squadra nella quale militò dal 1926 al 1937 per 11 stagioni (più una stagione tra le file dell'Internaples), di cui 4 da capitano, e rimanendo a lungo il calciatore azzurro con più reti in tutte le competizioni.

## Biografia
Nato ad Asunción, figlio di Anna D'Amato e Gaetano Sallustro, ebbe due fratelli minori: Oreste, anch'egli calciatore, e Oberdan, che, divenuto dirigente FIAT in Argentina, venne sequestrato e successivamente ucciso dall'ERP nel 1972. Sposatosi nel 1934 con la popolare soubrette Lucy D'Albert, ebbe da lei un figlio, Alberto. Morì a Roma all'età di 74 anni.

## Caratteristiche tecniche
Venne soprannominato Veltro per sottolinearne la velocità negli scatti.

## Carriera

### Club

#### Gli inizi
Sallustro iniziò a giocare a calcio all'età di 8 anni per migliorare le sue condizioni di salute. Dopo quattro anni giocati in una formazione di pulcini della sua città natale, arrivò a Napoli con la famiglia all'età di 12 anni, nel 1920. Notato da un osservatore, venne inserito nelle giovanili dell'Internazionale Napoli: dalla fusione di questa con il Naples nacque l'Internazionale Naples o InterNaples, di cui Sallustro divenne centravanti a 17 anni. Nel suo primo campionato, il giovane oriundo segnò dieci reti in 13 presenze, e anche grazie al suo contributo la squadra raggiunse la finale della Lega Sud, dove fu sconfitta dall'Alba Roma conquistando comunque la promozione in Divisione Nazionale. L'anno successivo, con la nascita dell'Associazione Calcio Napoli con presidente Giorgio Ascarelli, ne divenne attaccante titolare.

#### L'ascesa con il Napoli
La fama del giovane oriundo arrivò a Napoli a livelli altissimi: la stessa cosa si sarebbe verificata molti anni più tardi solo per Diego Armando Maradona. Il padre, considerando disdicevole che prendesse soldi per fare un'attività sportiva, gli impose di giocare gratis: l'attaccante cominciò a ricevere uno stipendio solo nel 1932 quando, passato professionista, riceveva 900 lire al mese di stipendio (salito poi a 3.000 lire negli anni in cui fu capitano). La fama raggiunse livelli tali che in quegli anni ricevette in regalo una Balilla 521: con la stessa investì un passante che, riconoscendolo, gli disse: «Scusate tanto, è colpa mia. Voi potete fare tutto quello che volete...».

La formazione del Napoli alla sua prima stagione, nel 1926.

La prima stagione fu però fallimentare: inserita nel Girone A, la squadra partenopea raccolse solo un punto in diciotto gare (frutto di un pareggio in casa contro il Brescia), con Sallustro che mise a segno una sola rete (siglata in Inter-Napoli 9-2 del 19 dicembre 1926) pur giocando tutte le gare da titolare. Ripescato per motivi geografici (e grazie all'assicurazione, da parte del presidente Ascarelli, di migliorare la squadra), nella stagione successiva il Napoli migliorò le sue prestazioni, ottenendo la prima vittoria nella massima serie alla prima giornata (Napoli-Reggiana 4-0, con gol di Sallustro). L'attaccante mise a segno 5 reti in 10 presenze, ma la squadra era ancora lontana dalla qualità delle compagini settentrionali: la stagione terminò per i partenopei al terzultimo posto, ripescati ancora una volta grazie all'allargamento dei gironi da undici a sedici squadre.
La stagione 1928-1929 segnò un deciso miglioramento: il Napoli arrivò ottavo su sedici nel Girone B, a pari merito con la Lazio, soprattutto grazie all'apporto di Sallustro autore di 22 reti in 28 gare giocate (di cui ben cinque in un Napoli-Reggiana del 12 maggio 1929 vinto dai partenopei per 6-2). Lo spareggio per la partecipazione alla futura Serie A si giocò a Milano il 23 giugno 1929 e terminò 2-2: la ripetizione della gara non venne effettuata in quanto la FIGC promosse un ulteriore allargamento da sedici a diciotto squadre.

Sallustro in azione con la maglia del Napoli.

La società intanto aggiunse nuovi rinforzi, specie in attacco: per il primo campionato di Serie A arrivarono infatti Antonio Vojak, prelevato dalla Juventus, e soprattutto Marcello Mihalich dalla Fiumana, che con Sallustro formò una coppia offensiva segnata da una grande intesa. Inoltre la dirigenza mise sotto contratto anche Oreste Sallustro, fratello di Attila, mettendo alla guida della squadra William Garbutt: la squadra raggiunse un inaspettato quinto posto finale, con Sallustro autore di tredici reti in 31 partite, a cui andarono aggiunte le 20 reti di Vojak e le 10 di Mihalich.
L'anno successivo, nonostante un buon inizio, le prestazioni della squadra calarono sul finale di campionato, a causa (secondo molti) della partenza di Sallustro per adempiere al servizio militare: il centravanti riuscì comunque a marcare dieci reti in 29 gare, con la squadra che terminò al sesto posto.
Ancor più sottotono fu la stagione 1931-1932, con la squadra che terminò al nono posto anche a causa di un minor numero di gol segnati dagli attaccanti: anche se Sallustro segnò dodici reti in 26 presenze, mancò in particolare l'apporto di Vojak, che siglò "solo" nove marcature rispetto alle venti reti delle due stagioni precedenti.
L'annata 1932-1933 fu quella del rilancio: la squadra infatti, fin dall'inizio nelle prime posizioni della classifica, subì il ritorno della Juventus che vinse nove partite consecutive e alla fine conquistò il titolo con diversi punti di vantaggio. I partenopei terminarono al terzo posto, a pari merito con il Bologna, mancando l'accesso alla Coppa Europa solo a causa del peggior quoziente reti rispetto ai felsinei: grandi protagonisti furono Sallustro (autore di 19 reti in 30 partite) e Vojak, con 22 reti all'attivo e terzo della classifica dei cannonieri.
La stagione 1933-1934 fu quella della conferma: nonostante un non eccellente avvio di campionato, i partenopei rimontarono nel girone di ritorno, terminando nuovamente al terzo posto (dietro a Juventus e Inter), conquistando per la prima volta la qualificazione alla Coppa Europa. I napoletani furono guidati ancora una volta da Vojak, che siglò 21 reti: Sallustro (nominato capitano della squadra) segnò solo cinque reti in 25 gare.

#### Le ultime stagioni in azzurro
La stagione 1934-1935 segnò un calo rispetto a quelle precedenti: i partenopei terminarono il campionato al settimo posto, mentre furono eliminati dalla Coppa Europa al primo turno contro gli austriaci dell'Admira Vienna: dopo lo 0-0 in trasferta e il 2-2 in casa, i napoletani persero lo spareggio disputato a Zurigo per 5-0. Sallustro, in questa occasione, fu multato di 2.500 lire in quanto accusato di "scarso impegno": per tutta risposta, l'oriundo saltò gli allenamenti per due mesi e, di conseguenza, marcò in campionato sette reti in sole 20 presenze.
Nelle ultime due stagioni il Napoli terminò rispettivamente ottavo nel 1936 (eliminato ai quarti di Coppa Italia dal Milan) e tredicesimo nel 1937, ad un passo dalla zona retrocessione (ed eliminato ancora una volta ai quarti di Coppa Italia, questa volta dalla Roma). Sallustro fece registrare sette reti in 26 presenze nella sua penultima stagione, e tre marcature in 8 gare nell'ultima annata con la maglia azzurra. In totale, con la maglia del Napoli l'oriundo disputò undici campionati segnando 104 reti in campionato, 1 in coppa Italia e 1 nelle coppe europee.

#### Alla Salernitana
Sallustro passò nella stagione 1937-1938 alla Salernitana, che guadagnò subito la promozione in Serie B: nella stagione seguente la squadra non riuscì però a ottenere la salvezza, terminando in diciassettesima posizione il campionato e retrocedendo nuovamente in Serie C. Sallustro marcò una sola rete in 14 presenze, per un breve periodo ricoprì anche l'incarico di allenatore della squadra e si ritirò dal mondo del calcio giocato al termine della stagione.

### Nazionale

Attila Sallustro nel 1929 con la maglia della Nazionale universitaria, porta un attacco alla porta della Boemia nell'incontro vinto dagli azzurri per 6-0

Il 1º dicembre 1929 fu, con il compagno di reparto Marcello Mihalich, il primo giocatore del Napoli a giocare in Nazionale italiana, vestendo la maglia azzurra nell'amichevole contro il Portogallo, giocata a Milano: la vittoria andò agli azzurri per 6-1, con la quinta rete siglata dall'oriundo. In seguito, il commissario tecnico Vittorio Pozzo preferì loro Giuseppe Meazza e Giovanni Ferrari. Sallustro fece registrare in Nazionale solo un'altra presenza, il 14 febbraio 1932, nella gara contro la Svizzera vinta per 3-0. Marcò inoltre due presenze con la Nazionale B, nel 1930. Con la Nazionale universitaria conta una presenza ed una rete segnata nell'incontro contro la Boemia.

## Dopo il ritiro
Dopo il ritiro dal calcio giocato, Sallustro si stabilì con la famiglia a Roma, e intraprese la carriera di allenatore. Nel 1960 tornò a Napoli nelle vesti di direttore dello Stadio San Paolo, incarico che mantenne per oltre vent'anni fino al 1981. Nel maggio del 1961 ebbe una breve parentesi come allenatore dei partenopei, subentrando ad Amedeo Amadei nella ultime due gare del campionato. A lui sono dedicati una strada nel quartiere di Ponticelli, a Napoli, un piazzale a Casavatore , una strada a Pomigliano d'Arco  e lo stadio comunale di Carbonara di Nola.

## Statistiche

### Presenze e reti nei club[25]
| Stagione        | Club            | Campionato      | Campionato | Campionato | Coppe nazionali | Coppe nazionali | Coppe nazionali | Coppe continentali | Coppe continentali | Coppe continentali | Totale | Totale |
| Stagione        | Club            | Comp            | Pres       | Reti       | Comp            | Pres            | Reti            | Comp               | Pres               | Reti               | Pres   | Reti   |
| --------------- | --------------- | --------------- | ---------- | ---------- | --------------- | --------------- | --------------- | ------------------ | ------------------ | ------------------ | ------ | ------ |
| 1925-1926       | Internaples     | PD              | 13         | 10         | -               | -               | -               | -                  | -                  | -                  | 13     | 10     |
| 1926-1927       | Napoli          | DN              | 18         | 1          | -               | -               | -               | -                  | -                  | -                  | 18     | 1      |
| 1927-1928       | Napoli          | DN              | 10         | 5          | -               | -               | -               | -                  | -                  | -                  | 10     | 5      |
| 1928-1929       | Napoli          | DN              | 28         | 22         | -               | -               | -               | -                  | -                  | -                  | 28     | 22     |
| 1929-1930       | Napoli          | A               | 31         | 13         | -               | -               | -               | -                  | -                  | -                  | 31     | 13     |
| 1930-1931       | Napoli          | A               | 29         | 11         | -               | -               | -               | -                  | -                  | -                  | 29     | 10     |
| 1931-1932       | Napoli          | A               | 26         | 12         | -               | -               | -               | -                  | -                  | -                  | 26     | 12     |
| 1932-1933       | Napoli          | A               | 30         | 19         | -               | -               | -               | -                  | -                  | -                  | 30     | 19     |
| 1933-1934       | Napoli          | A               | 25         | 4          | -               | -               | -               | CEC                | 3                  | 1                  | 28     | 6      |
| 1934-1935       | Napoli          | A               | 20         | 7          | -               | -               | -               | -                  | -                  | -                  | 20     | 7      |
| 1935-1936       | Napoli          | A               | 26         | 8          | CI              | 2               | 0               | -                  | -                  | -                  | 28     | 7      |
| 1936-1937       | Napoli          | A               | 18         | 4          | CI              | 3               | 1               | -                  | -                  | -                  | 21     | 4      |
| Totale Napoli   | Totale Napoli   | Totale Napoli   | 258        | 106        |                 | 5               | 1               |                    | 3                  | 1                  | 266    | 108    |
| 1937-1938       | Salernitana     | C               | -          | -          | CI              | -               | -               | -                  | -                  | -                  | -      | -      |
| 1938-1939       | Salernitana     | B               | 14         | 1          | CI              | 1               | 0               | -                  | -                  | -                  | 15     | 1      |
| Totale carriera | Totale carriera | Totale carriera | 285        | 115        |                 | 6               | 1               |                    | 3                  | 1                  | 294    | 117    |

### Cronologia presenze e reti in nazionale
| Cronologia completa delle presenze e delle reti in nazionale ― Italia | Cronologia completa delle presenze e delle reti in nazionale ― Italia | Cronologia completa delle presenze e delle reti in nazionale ― Italia | Cronologia completa delle presenze e delle reti in nazionale ― Italia | Cronologia completa delle presenze e delle reti in nazionale ― Italia | Cronologia completa delle presenze e delle reti in nazionale ― Italia | Cronologia completa delle presenze e delle reti in nazionale ― Italia | Cronologia completa delle presenze e delle reti in nazionale ― Italia |
| Data                                                                  | Città                                                                 | In casa                                                               | Risultato                                                             | Ospiti                                                                | Competizione                                                          | Reti                                                                  | Note                                                                  |
| --------------------------------------------------------------------- | --------------------------------------------------------------------- | --------------------------------------------------------------------- | --------------------------------------------------------------------- | --------------------------------------------------------------------- | --------------------------------------------------------------------- | --------------------------------------------------------------------- | --------------------------------------------------------------------- |
| 1-12-1929                                                             | Milano                                                                | Italia                                                                | 6 – 1                                                                 | Portogallo                                                            | Amichevole                                                            | 1                                                                     |                                                                       |
| 4-2-1932                                                              | Napoli                                                                | Italia                                                                | 3 – 0                                                                 | Svizzera                                                              | Coppa Internazionale                                                  | -                                                                     |                                                                       |
| Totale                                                                |                                                                       | Presenze                                                              | 2                                                                     |                                                                       | Reti                                                                  | 1                                                                     |                                                                       |

### Statistiche da allenatore
| Stagione        | Squadra         | Campionato      | Campionato | Campionato | Campionato | Campionato | Coppe nazionali | Coppe nazionali | Coppe nazionali | Coppe nazionali | Coppe nazionali | Coppe continentali | Coppe continentali | Coppe continentali | Coppe continentali | Coppe continentali | Altre coppe | Altre coppe | Altre coppe | Altre coppe | Altre coppe | Totale | Totale | Totale | Totale | % Vittorie |
| Stagione        | Squadra         | Comp            | G          | V          | N          | P          | Comp            | G               | V               | N               | P               | Comp               | G                  | V                  | N                  | P                  | Comp        | G           | V           | N           | P           | G      | V      | N      | P      | %          |
| --------------- | --------------- | --------------- | ---------- | ---------- | ---------- | ---------- | --------------- | --------------- | --------------- | --------------- | --------------- | ------------------ | ------------------ | ------------------ | ------------------ | ------------------ | ----------- | ----------- | ----------- | ----------- | ----------- | ------ | ------ | ------ | ------ | ---------- |
| apr.-giu. 1939  | Salernitana     | B               | 9          | 4          | 0          | 5          | -               | -               | -               | -               | -               | -                  | -                  | -                  | -                  | -                  | -           | -           | -           | -           | -           | 9      | 4      | 0      | 5      | 44,44      |
| mag.-giu. 1961  | Napoli          | A               | 2          | 0          | 0          | 2          | -               | -               | -               | -               | -               | -                  | -                  | -                  | -                  | -                  | -           | -           | -           | -           | -           | 2      | 0      | 0      | 2      | &0,00      |
| Totale carriera | Totale carriera | Totale carriera | 11         | 4          | 0          | 7          |                 |                 |                 |                 |                 |                    |                    |                    |                    |                    |             |             |             |             |             | 11     | 4      | 0      | 7      | 36,36      |